# Hutelutuš-Inšušinak
Hutelutuš-Inšušinak war ein elamitischer König (ca. 1120 v. Chr. – 1110 v. Chr.).
Hutelutuš-Inšušinak war der Sohn von Šilhak-Inšušinak I., dem er auf dem Thron folgte. Seine Mutter war Nahhunte-Utu, eventuell Schwester und Gemahlin von Kutir-Nahhunte III. und Šilhak-Inšušinak.
Hutelutuš-Inšušinak trug den einmaligen Titel König von Elam und der Susiana. In Susa erneuerte er den Tempel des Inšušinak-von-dem-Hain und ein Kukunnum genanntes Gebäude, bei dem es sich um einen Schrein dieses Gottes handelte. Ein weiterer Tempel, den er erbaute (oder renovierte) gehörte dem Išnikarab-von-dem-Hain. Weitere Tempelbauten sind in Anšan bezeugt.
Unter Hutelutuš-Inšušinak erhoben sich die Babylonier unter Nabu-kudurri-usur I. gegen Elam. Sie waren seit Kutir-Nahhunte III. (ca. 1155–1150 v. Chr.) unter deren Herrschaft. Nabu-kudurri-usur I. drang nach Elam vor. In einer Schlacht am Fluss Ulai wurde Hutelutuš-Inšušinak besiegt. Die Babylonier eroberten jedoch Susa nicht und zogen sich zurück. Es bleibt unklar, was mit dem Herrscher geschah.
| Vorgänger           | Amt                        | Nachfolger            |
| ------------------- | -------------------------- | --------------------- |
| Šilhak-Inšušinak I. | König von Elam Shutrukiden | Šilhina-Hamru-Lagamar |